# Max-Josef Pemsel

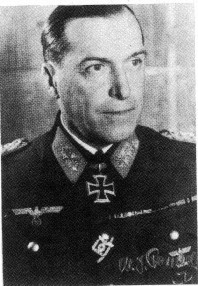
Max-Josef Pemsel

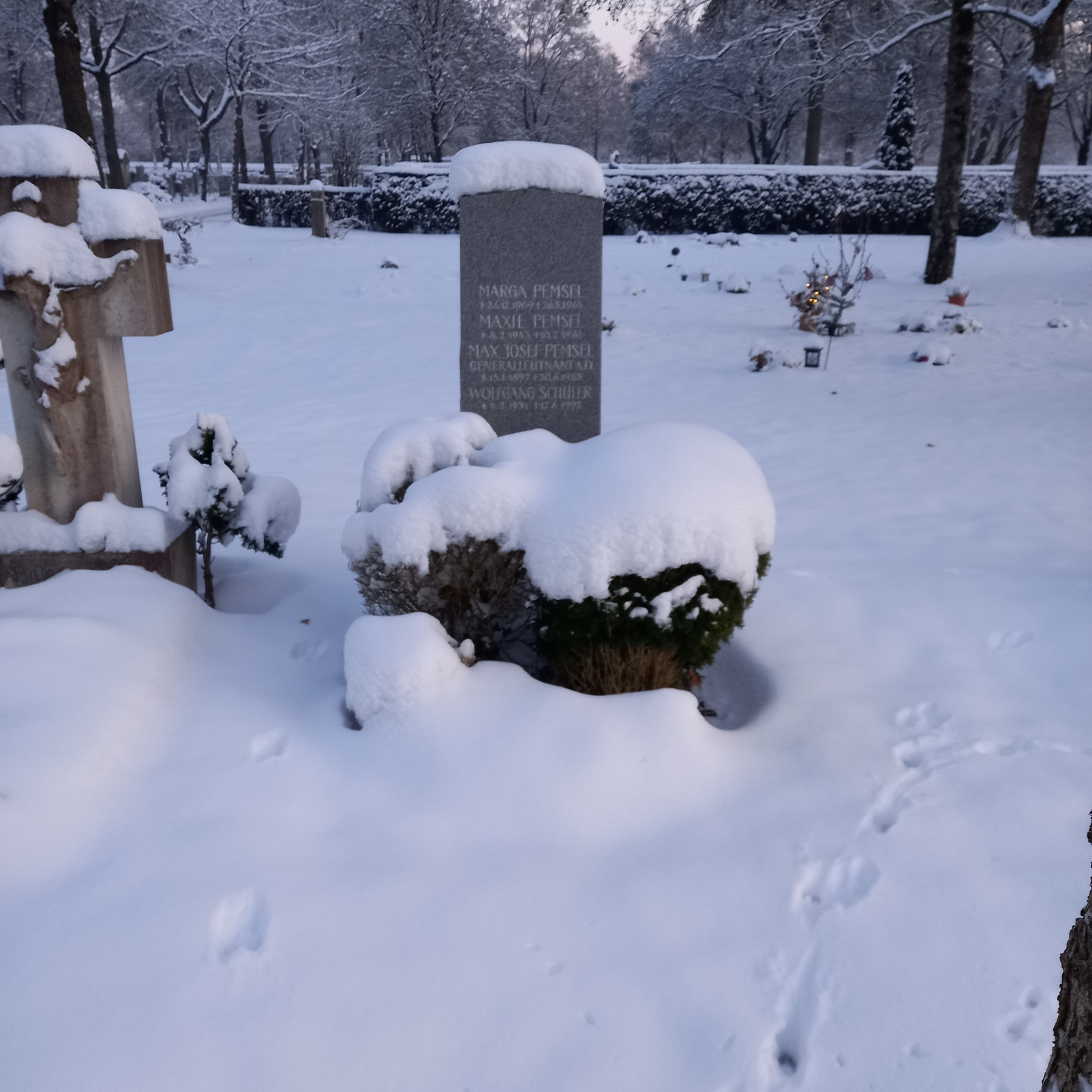
Das Grab von Max-Josef Pemsel und seiner Ehefrau Marga im Familiengrab auf dem Nordfriedhof (München)

Max-Josef Pemsel (* 15. Januar 1897 in Regensburg; † 30. Juni 1985 in Ulm) war ein deutscher Generalleutnant der  Wehrmacht und später der Bundeswehr sowie Leutnant im Ersten Weltkrieg.

## Leben
Während seiner Schulzeit war Pemsel Mitglied des Regensburger Domchors.
Am 4. April 1916 trat er während des Ersten Weltkriegs in das Ersatz-Bataillon des 11. Reserve-Infanterie-Regiments der Bayerischen Armee ein und kam dann beim 11. Infanterie-Regiment an der Westfront zum Einsatz. Am 30. April 1918 wurde er zum Leutnant befördert und für sein Wirken während des Krieges mit beiden Klassen des Eisernen Kreuzes sowie dem Militärverdienstorden IV. Klasse mit Schwertern ausgezeichnet.
Nach Kriegsende wurde Pemsel in die Reichswehr übernommen und dort u. a. in der 1. Kompanie des 20. (Bayerisches) Infanterie-Regiments der 7. Division verwendet sowie am 1. April 1925 zum Oberleutnant befördert. Ferner erhielt er eine Generalstabsausbildung und wurde ab 1. Oktober 1935 als Erster Generalstabsoffizier der 1. Gebirgs-Division verwendet.
Im Zweiten Weltkrieg war Pemsel an mehreren Fronten eingesetzt. Als Chef des Stabes des XVIII. Gebirgskorps in Serbien unterschrieb er am 19. Oktober 1941 einen Befehl, wonach als Vergeltungsmaßnahme für zehn tote und 24 verwundete Soldaten der Wehrmacht 1600 serbische Zivilisten, möglichst Juden und „Zigeuner“ erschossen werden sollten. Pemsel stieg bis zum Generalleutnant (9. November 1944) auf.
Zur Zeit der alliierten Landung in der Normandie, dem Unternehmen Overlord am 6. Juni 1944, war er Stabschef der 7. Armee. In dieser Funktion war er der erste General, der die Verteidigung koordinierte. Seine richtige Einschätzung der Lage wurde jedoch nicht genutzt, da die Panzerreserven im Raum Paris nur auf Befehl Hitlers freigegeben werden durften. Pemsel hielt in dieser Lage engen Kontakt zum Oberbefehlshaber West Generalfeldmarschall Gerd von Rundstedt.
Am 9. Dezember 1944 erhielt er das Ritterkreuz des Eisernen Kreuzes für seinen Einsatz als Kommandeur der 6. Gebirgs-Division im Rückzug der Finnland-Armee.
Pemsel kapitulierte am 29. April 1945 als Stabschef der Armee Ligurien in Italien und befand sich in der Folgezeit zunächst in US-amerikanischer, später in britischer Kriegsgefangenschaft.
Nach seiner Entlassung am 28. April 1948 und einer zivilen Tätigkeit trat er am 26. April 1956 als Generalmajor in die Bundeswehr ein. Dort war er Befehlshaber im Wehrbereich VI (München) und ab 1. April 1957 Kommandierender General des II. Korps in Ulm. Am 30. Januar 1958 erfolgte seine Beförderung zum Generalleutnant und am 30. September 1961 wurde Pemsel in den Ruhestand versetzt.
Bei seiner Vernehmung am 18. Januar 1963 in Konstanz behauptete er: „Weder mir noch sonstigen Offizieren meines Bekanntenkreises war damals bekannt, daß von der Führung des Dritten Reiches Massenvernichtungsmaßnahmen großen Stils durchgeführt wurden“.
Pemsel war Inhaber des Großen Verdienstkreuzes des Verdienstordens der Bundesrepublik Deutschland mit Stern, hatte am 14. Mai 1965 den Bayerischen Verdienstorden erhalten und war Offizier der Legion of Merit.